# Murder Most Foul (singolo)
Murder Most Foul è un singolo del 2020 del cantautore statunitense Bob Dylan, estratto dall'album Rough and Rowdy Ways.

## Descrizione
La sua durata di 16 minuti e 56 secondi la rende la canzone più lunga che Dylan abbia pubblicato nel corso della sua carriera, superando di 15 secondi Highlands (16:31). Il brano tratta dell'assassinio del presidente John F. Kennedy nel contesto della più ampia storia politica e culturale americana. Alcuni critici hanno tuttavia ritenuto l'uscita ed il contenuto del singolo direttamente correlati alla pandemia di COVID-19.
In una dichiarazione rilasciata contestualmente alla pubblicazione della canzone, il 27 marzo 2020, Dylan ha indicato che Murder Most Foul è un dono ai suoi fan per "il sostegno e la lealtà nel corso degli anni".

## Accoglienza
Il singolo è stato il primo e sinora unico brano del cantautore a raggiungere la vetta di una classifica Billboard (nello specifico, la US Rock Digital Song Sales).
National Public Radio (NPR) ha descritto la canzone come uno "svolgersi lentamente su un delicato accompagnamento strumentale di violino, pianoforte e percussioni sommesse. La voce di Dylan è ricca ed espressiva, mentre egli vira tra la descrizione dell'assassinio, lo svolgersi della controcultura e un appello a musicisti, testi di film e altri riferimenti alla cultura pop", concludendo definendo il brano "Dylan al suo modo più incisivo e tagliente". NPR disse anche che Murder Most Foul "merita molti ascolti ripetuti e occuperà qualsiasi dylanologo rintanato in casa in questo periodo di pandemia globale". Ann Powers e Bob Boilen di NPR analizzarono la canzone identificando nel pezzo oltre 70 riferimenti ad altri brani musicali.
Scrivendo per The Guardian, Ben Beaumont-Thomas riferì di sentire che la canzone descrivesse l'assassinio di Kennedy in "termini duri, immaginando che Kennedy fosse condotto al massacro come un agnello sacrificale... e che Dylan aveva creato "un ritratto epico del declino dell'America da allora" con una forma di salvezza disponibile nella musica popolare con riferimenti ai Beatles, al festival di Woodstock e a quello di Altamont, alla rock-opera Tommy dei The Who, a Charlie Parker, Guitar Slim, Don Henley, Glenn Frey, Warren Zevon, Stevie Nicks, Lindsey Buckingham, Little Walter, Carl Wilson, ed altri.
Jeff Slate di NBC News scrisse in merito alla canzone: "È anche virtualmente priva di melodia e, a differenza di qualsiasi cosa Dylan abbia mai pubblicato, nella canzone egli essenzialmente pronuncia le parole, un flusso di coscienza in cima a un accompagnamento scarno di pianoforte, violino e leggere percussioni". Simon Voznik-Levinson di Rolling Stone lodò il singolo, dicendo: "riguarda davvero i modi in cui la musica può confortarci in tempi di traumi nazionali. [...] Per quelli di noi che si rivolgono spesso al catalogo di Dylan proprio per questo scopo, Murder Most Foul è arrivata al momento giusto". Una breve recensione di Jesse Hassenger di The A.V. Club lodò nella canzone la combinazione di voce grintosa e strumentazione inquietante.
Kevin Dettmar di The New Yorker fu meno entusiasta, definendo il brano "strano" e la prima metà "deludente", spiegando che "tutti quei cliché non aggiungono molto al pezzo". Dettmar proseguì poi in tono più favorevole, dicendo come dopo i primi dieci minuti "succede qualcosa di meraviglioso: arriva Wolfman Jack e comincia a suonare".
David Masciotra di Salon scrisse una lunga, positiva recensione di Murder Most Foul includendo riferimenti allo scrittore David Talbot, biografo della famiglia Kennedy. Craig Jenkins del sito web Vulture scrisse che la canzone "non potrebbe essere più preveggente" e dichiarò che il brano può essere parte dell'unificazione degli americani in tempi di crisi.